# شمس الدين كاظم
شمس الدين كاظم هو سياسي عراقي سابق.
كان طالبا في كلية التجارة والاقتصاد مع جعفر قاسم حمودي ومحمد سعيد الأسود وفائق مكي عندما انتمى إلى حزب البعث العربي الاشتراكي.
انتخاب أول قيادة لقطر العراق لحزب البعث، التي تولى أمانة سر القيادة القطرية فيها فؤاد الركابي، وبقي في العضوية للفترة من ديسمبر 1955 إلى 1957.